# جين وين
جين مارغري وين (بالإنجليزية: Jane Wynne)‏ (8 كانون الأول 1944- 18 حزيران 2009) كانت طبيبة أطفال وهو فرع الطب الذي يشمل الرعاية الطبية للرضع والأطفال والمراهقين واهتمت بصحة المجتمع والمجتمع الإنكليزي تحديداً والذي يعتبر(مجالًا رئيسيًا لدراسة العلوم الطبية والسريرية التي تركز على الحفاظ على الوضع الصحي للفئات والمجتمعات السكانية وحمايته وتحسينه). طب الأطفال المجتمعي هو هيئة معنية بإساءة معاملة الأطفال، حاضرت مارغري في جامعة ليدز وأجرت دورات تدريبية لأطباء الأطفال لتحديد علامات سوء المعاملة.

## النشأة
ولدت وين عام 1944 في ليستر والدها كان اقتصادياً زراعياً ووالدتها كانت معلمة رئيسية. عندما انتقلت عائلتها إلى ليدز التحقت بمدرسة لانسوود. ذهبت للدراسة في كلية ليدز للطب حيث حصلت على شهادة البكالوريوس في الطب والبكالوريوس في الجراحة (MB ChB) في عام 1969.

## المهنة
شغلت وين مناصب تخص سجلات المرضى في مستشفى سانت جيمس الجامعي في ليدز من عام 1972 إلى عام 1973. انتقلت إلى نوتنغهام في عام 1975 للتدريب في طب الأطفال. في عام 1976، أصبحت مسجلاً رئيسياً في كلية كينجز كوليدج لندن ومستشفى ألكسندرا الملكي للأطفال المرضى في برايتون. تزوجت من سيمون كوري الذي كان طبيب أعصاب في عام 1976 وانتقلا معاً إلى ليدز، حيث تم تعيين وين محاضرة في قسم طب الأطفال في كلية الطب وأدارت عيادة للأطفال المعوقين. بدأت العمل مع مايكل بوكانان، وهو محاضر كبير في الجامعة وخبير في إساءة معاملة الأطفال، تمت ترقيتها إلى طبيبة أطفال استشارية في مستشفى ليدز عام 1984. أقامت وين وزميلها كريستوفر هوبز دورات في ليدز والتي كان هدفها تعليم أطباء الأطفال الآخرين تحديد علامات سوء معاملة الأطفال. نشروا ورقتين حول الاعتداء الجنسي على الأطفال في مجلة ذا لانسيت(وهي مجلة طبية بريطانية) في عامي 1986 و عام 1987 وأنشئوا مجموعة مهتمة بشكل خاص في حماية الأطفال عام 1988. حمل كل من وين وهوبز مسؤولية جزئية في فضيحة إساءة معاملة الأطفال في كليفلاند عام 1987، حيث أن أحد الأطباء المعنيين كان قد حضر الدورات في ليدز، لكن إليزابيث بتلر سلوس، التي رأست التحقيق أعربت عن دعمها اللامحدود لأساليب وين وهوبز. شاركا في تأليف كتابين مدرسيين، هما إساءة معاملة الأطفال وإهمالهم،(دليل الطبيب 1999) وعلامات جسدية لإساءة معاملة الأطفال،(أطلس ملون 2001) وساهما في فصل من كتاب فروفار وأورنيل لطب الأطفال عام 2003. انتُخبت وين كعضو في الكلية الملكية للأطباء عام 1991 ولاحقاً أصبحت عضواً فخرياً في الكلية الملكية لأطباء الأطفال وصحة الطفل. حصلت على الدكتوراه الفخرية من جامعة ليدز ميتروبوليتان في عام 1994، وأصبحت وصية شرف في الجمعية الوطنية من أجل منع القسوة على الأطفال في عام 2003.

## أواخر حياتها
تم تشخيص وين بمرض الشلل الرعاش(باركنسون) في عام 1990. تقاعدت من الممارسة السريرية في عام 1999 لكنها استمرت في التدريس حتى عام 2003، عندما خضعت لجراحة في القلب لإصلاح الضرر الناجم عن الأدوية لصمامات قلبها. توفيت في 18 حزيران 2009 من فشل متعدد لأجهزة الجسم.